# Lignou
Lignou és un municipi francès situat al departament de l'Orne i a la regió de Normandia. L'any 2007 tenia 137 habitants.

## Demografia

### Població
El 2007 la població de fet de Lignou era de 137 persones. Hi havia 52 famílies de les quals 12 eren unipersonals (8 homes vivint sols i 4 dones vivint soles), 24 parelles sense fills i 16 parelles amb fills.
La població ha evolucionat segons el següent gràfic:
Habitants censats

### Habitatges
El 2007 hi havia 79 habitatges, 58 eren l'habitatge principal de la família, 10 eren segones residències i 11 estaven desocupats. Tots els 79 habitatges eren cases. Dels 58 habitatges principals, 45 estaven ocupats pels seus propietaris i 13 estaven llogats i ocupats pels llogaters; 2 tenien dues cambres, 15 en tenien tres, 18 en tenien quatre i 23 en tenien cinc o més. 52 habitatges disposaven pel capbaix d'una plaça de pàrquing. A 33 habitatges hi havia un automòbil i a 24 n'hi havia dos o més.

### Piràmide de població
La piràmide de població per edats i sexe el 2009 era:
| Homes | Edats   | Dones |
| ----- | ------- | ----- |
| 0     | 95 o +  | 0     |
| 0     | 90 a 94 | 4     |
| 0     | 85 a 89 | 0     |
| 0     | 80 a 84 | 0     |
| 4     | 75 a 79 | 0     |
| 4     | 70 a 74 | 8     |
| 4     | 65 a 69 | 4     |
| 8     | 60 a 64 | 4     |
| 4     | 55 a 59 | 8     |
| 4     | 50 a 54 | 0     |
| 0     | 45 a 49 | 0     |
| 12    | 40 a 44 | 4     |
| 8     | 35 a 39 | 0     |
| 12    | 30 a 34 | 8     |
| 12    | 25 a 29 | 4     |
| 4     | 20 a 24 | 0     |
| 8     | 15 a 19 | 8     |
| 4     | 10 a 14 | 4     |
| 0     | 5 a 9   | 0     |
| 4     | 0 a 4   | 0     |

## Economia
El 2007 la població en edat de treballar era de 89 persones, 66 eren actives i 23 eren inactives. De les 66 persones actives 55 estaven ocupades (31 homes i 24 dones) i 11 estaven aturades (5 homes i 6 dones). De les 23 persones inactives 11 estaven jubilades, 8 estaven estudiant i 4 estaven classificades com a «altres inactius».

### Ingressos
El 2009 a Lignou hi havia 58 unitats fiscals que integraven 139,5 persones, la mediana anual d'ingressos fiscals per persona era de 16.379 €.

### Activitats econòmiques
L'any 2000 a Lignou hi havia 19 explotacions agrícoles que ocupaven un total de 656 hectàrees.

## Poblacions més properes
El següent diagrama mostra les poblacions més properes.